# Пілютов Петро Андрійович
Петро Андрійович Пілютов (23 грудня 1906, село Лучин Луковської волості Рогачовського повіту Могильовської губернії, тепер Рогачовського району Гомельська область, Білорусь — 24 березня 1960, місто Ленінград, тепер Санкт-Петербург, Російська Федерація) — радянський військовий діяч, льотчик-ас, гвардії полковник. Депутат Верховної ради СРСР 2-го скликання. Герой Радянського Союзу (10.02.1943).

## Життєпис
Народився в селянській родині. З дитячих років пас худобу в свого діда. Закінчив неповну середню школу. З 1924 року — робітник-молотобоєць, слюсар-арматурник металургійного заводу в місті Аша Уральської (Челябінської) області.
У Червоній армії з листопада 1928 року. Військову службу розпочинав у частинах зв'язку. У 1932 році закінчив 1-у військову школу авіаційних техніків імені Ворошилова в Ленінграді. Після закінчення військової школи служив молодшим техніком літака Р-5 в 40-й бомбардувальній ескадрильї імені Леніна на Далекому Сході СРСР.
У 1934 році брав участь у порятунку челюскінців, на посаді бортмеханіка у знаменитого льотчика Каманіна, з яким неодноразово сідав на лід Чукотського моря.
У 1935 році закінчив Качинську військову школу льотчиків, служив військовим льотчиком.
У 1938 році брав участь у боях проти японців біля озера Хасан та в Монголії, командував ескадрильєю нічних винищувачів. Потім був учасником радянсько-фінської війни 1939—1940 років, командував 4-ю ескадрильєю літаків МіГ-3 154-го винищувального авіаційного полку.
Член ВКП(б) з 1939 року.
З червня 1941 року брав участь у німецько-радянській війні. Служив заступником командира 154-го винищувального авіаційного полку (275-а винищувальна авіаційна Пушкінська Червонопрапорна дивізія, 13-та повітряна армія, Ленінградський фронт).
Указом Президії Верховної Ради СРСР від 10 лютого 1943 року за зразкове виконання бойових завдань командування та виявлені при цьому геройство та мужність підполковнику Пілютову Петру Андрійовичу присвоєно звання Героя Радянського Союзу з врученням ордена Леніна та медалі «Золота Зірка».
28 травня 1943 року призначений командиром 29-го гвардійського винищувального авіаційного полку. До 9 травня 1945 року Петро Пілютов здійснив 344 бойові вильоти, провів 74 повітряних бою, збив 14 літаків противника особисто і 1 у складі групи (за підтвердженими даними) (згідно з льотною книжкою Пілютова, перемог у нього було більше — 17 особистих та 6 групових). Брав участь у параді Перемоги в Москві на Красній площі 24 червня 1945 року.
Після 1945 року продовжував службу в авіації, був інспектором техніки пілотування авіаційного полку Ленінградського військового округу.
З 1955 року — в запасі. Проживав у Ленінграді, займався вихованням молодого покоління.
Помер 24 березня 1960 року в Ленінграді (Санкт-Петербурзі). Похований на Комуністичному майданчику Олександро-Невської Лаври (нині Козачий цвинтар).

## Звання
- капітан
- майор
- гвардії підполковник
- гвардії полковник

## Нагороди
- Герой Радянського Союзу (10.02.1943)
- чотири ордени Леніна (20.04.1934, 26.11.1941, 10.02.1943)
- чотири ордени Червоного Прапора (9.08.1941, 1942, 20.06.1949, 1954)
- орден Вітчизняної війни І ст. (15.06.1945)
- два ордени Червоної Зірки (3.11.1944)
- Золотий хрест за заслуги перед Британською імперією IV ст. (Велика Британія) (11.05.1944)
- медаль «За відвагу» (1940)
- медаль «За оборону Ленінграда» (1.06.1943)
- медаль «За перемогу над Німеччиною у Великій Вітчизняній війні 1941—1945 рр.» (1945)
- медаль «30 років Радянській Армії та Флоту» (1948)
- медалі